# Xut d'allunyament

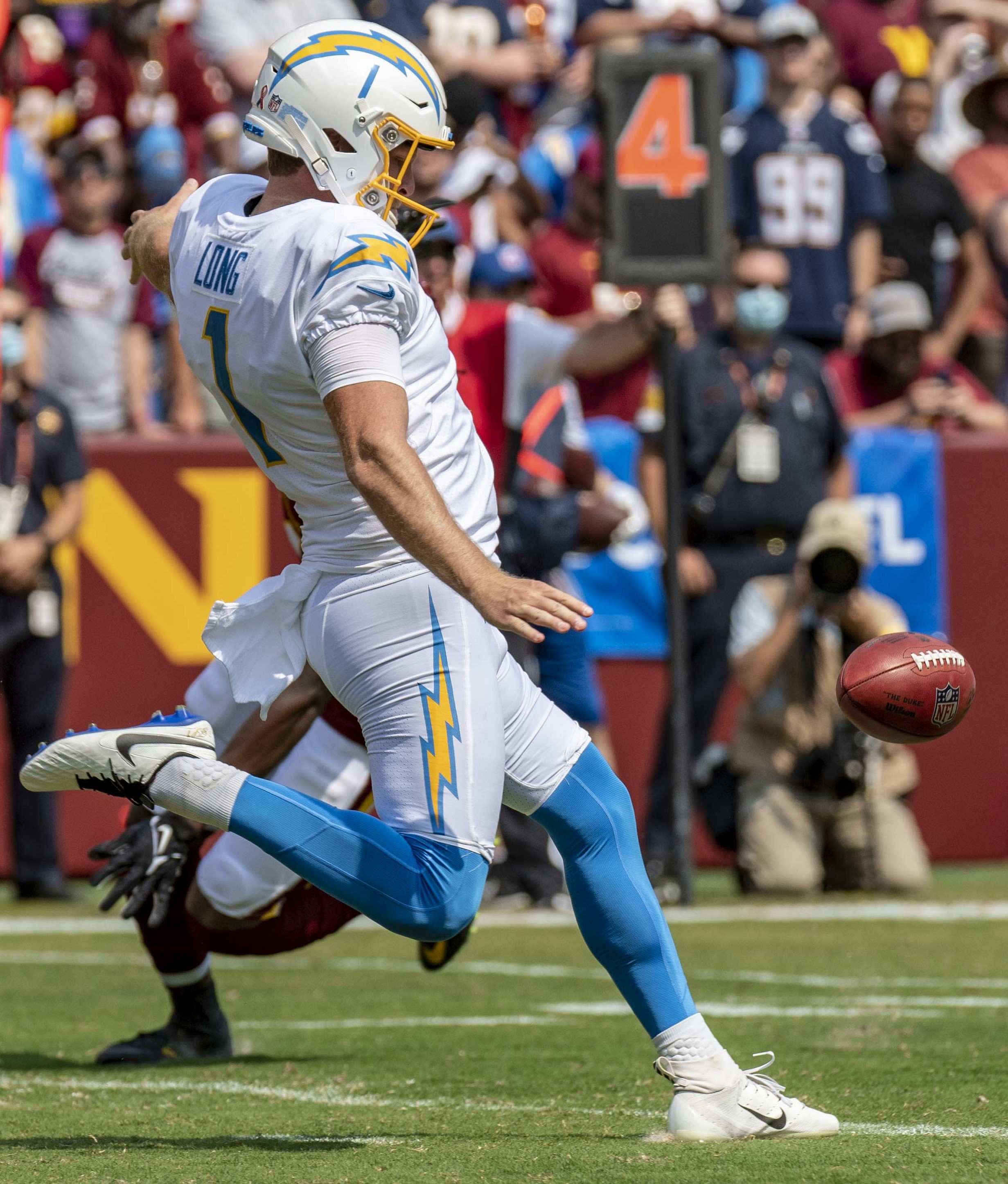
Ty Long efectuant un xut d'allunyament.

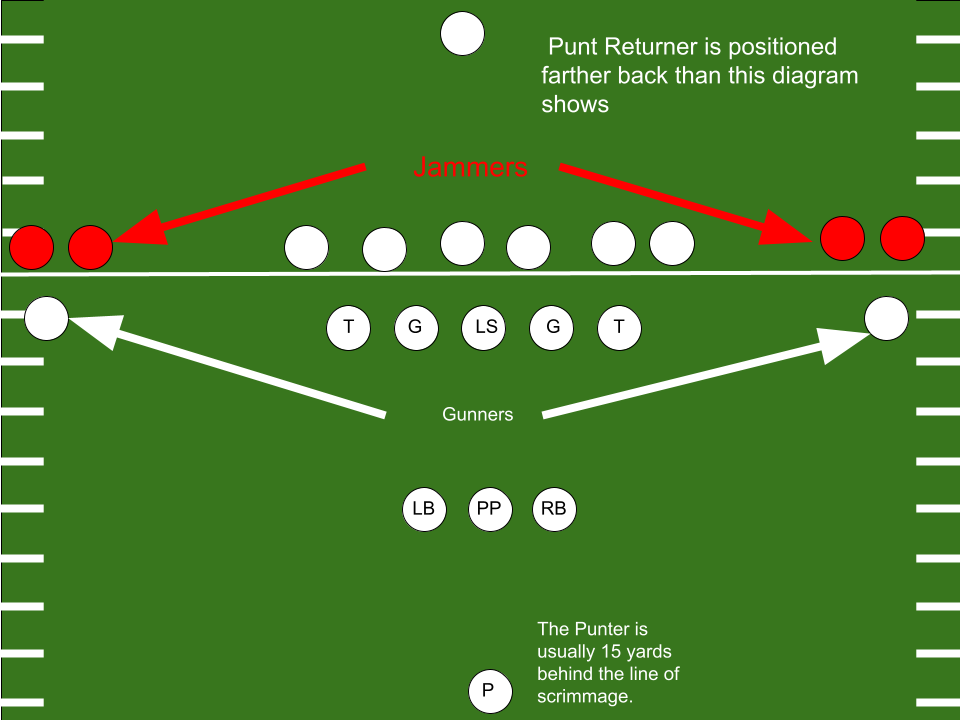
Formació dels equips abans del xut d'allunyament.

En futbol americà, un xut d'allunyament, en anglès punt, és un xut dirigint la pilota cap al camp de l'equip contrari, intentant millorar la posició de l'equip propi, encara que comporta la pèrdua de la possessió.
Aquest xut s'executa normalment quan l'equip atacant no ha pogut avançar les 10 iardes reglamentàries en tres intents (downs) i la pilota no està en una zona adequada per intentar el xut a pals. En aquest moment es posa a jugar un dels que s'anomenen equips especials i adopta una formació normalment amb set jugadors a la línia de scrimmage (dos als extrems una mica més endarrerits), a unes 7 iardes tres jugadors més, i encara més endarrerit, a unes 15 iardes, el xutador d'allunyament. En el moment adequat, l'esnàper llarg farà l'esnap cap al xutador, que la deixarà caure de les mans xutant abans que toqui a terra (la tècnica és similar a la del xut llunyà d'un porter de futbol). No s'ha de confondre amb un xut de sobrebot (o drop kick) que encara que no està prohibit és molt difícil de veure al fut americà, però molt habitual al rugbi.
La intenció del xutador ha de ser tant aconseguir el màxim avançament, per tal que l'altre equip desprès tingui moltes iardes per endavant, com que el xut sigui ben alt per tenir la pilota en l'aire el màxim de temps possible i donar als seus companys l'ocasió de presionar el retornador. També pot buscar fer una patada llarga cap al costat, per què si la pilota surt per una de les línies laterals, l'ofensiva haurà de començar en la iarda en la que ha sortit la pilota.
Una altra opció, però que es dona molt poques vegades, es fer una jugada d'engany i, en lloc de xutar, buscar una jugada de passada o de correguda.